# Tim Soares
Timothy Luiz Soares, detto Tim (Deming, 4 febbraio 1997), è un cestista statunitense con cittadinanza brasiliana.

## Carriera
Dopo aver iniziato la carriera professionistica nel 2020 con il Samsun, il 30 luglio 2021 viene firmato dall'Ironi Nes Ziona, con cui disputa un'ottima stagione a livello individuale. Il 29 luglio 2022 si trasferisce ai Sydney Kings.

## Palmarès
- Campionato australiano: 1

Sydney Kings: 2022-23